# 罗卡-圣费利切
罗卡-圣费利切（義大利語：Rocca San Felice），是意大利阿韦利诺省的一个市镇。总面积14平方公里，人口888人，人口密度63.4人/平方公里（2009年）。ISTAT代码为064079。